# Slowenische Badminton-Mannschaftsmeisterschaft 2015
Die Slowenische Badminton-Mannschaftsmeisterschaft der Saison 2014/2015 gewann das Team von Mr. Pet Medvode.

## Endstand
- 1. Mr. Pet Medvode (Petra Polanc, Martin Cerkovnik, Ana Marija Šetina, Miha Ivanič, Matic Ivančič, Rok Jerčinovič, Miha Ivančič, Nika Polanič)
- 2. BK TEM Mirna (Mitja Šemrov, Ema Cizelj, Nika Arih, Aljoša Turk, Urban Turk, Nastja Stovanje, Urban Herman)
- 3. BK Kungota (Eva Gruber, Urška Polc, Vesna Brlič, Denis Člekovič, Aljoša Beber, Aljaž Roškar)
- 4. BK BIT (Andraž Krapež, Nina Kotar, Cecilija Barut, Anže Novak, Alja Novak, Tilen Zalar)
- 5. BK Branik (Aljaž Ferk, Daniel Klančar, Suzana Rožič, Domen Lonzarič, Neža Frank, Veronika Ekart, Kaja Bračič)
- 5. BK Olympija Ljubljana (Nejc Zaviršek, Ana Kovač, Maruša Vračar, Mia Spiller, Ian Spiller, Žiga Vračar)
- 7. ŠRD Idrija (Mitja Bajžl, Miran Vihtelič, Tomislav Krga, Klemen Korenčič, Vanja Mlejnik, Eva Meglič)
- 8. Mirna mladi (Urša Arih, Jerca Bajuk, Sebastijan Miklič, Urban Kolenc)